# Файнберг, Александр Аркадьевич
 Алекса́ндр Арка́дьевич Фа́йнберг  (2 ноября 1939, Ташкент — 14 октября 2009, там же) — русский поэт, переводчик, сценарист. Народный поэт Республики Узбекистан (2004). 

## Биография
Родился 2 ноября 1939 года в Ташкенте, куда его родители переехали из Новосибирска за два года до его рождения. Отец писателя Аркадий Львович Файнберг (1891—1971), родом из Гатчины, выпускник Технологического института, работал главным инженером на спиртовом заводе; мать Анастасия Александровна (1904—?), уроженка Москвы, работала машинисткой на том же заводе. После окончания семилетней школы поступил на учёбу в Ташкентский топографический техникум. После окончания техникума служил в армии в Таджикистане. Затем окончил Ташкентский университет, где учился на заочном отделении журналистики филологического факультета, и работал в студенческой многотиражке. В 1961 году женился на Инне Глебовне Коваль.
А. А. Файнберг был членом Союза писателей Узбекистана, автором пятнадцати сборников стихотворений (включая посмертно вышедший двухтомник, составленный им самим). По его сценариям было поставлено четыре полнометражных художественных фильма и более двадцати мультипликационных фильмов. Им были переведены на русский язык стихотворения и поэмы Алишера Навои и многих современных узбекских поэтов. Его стихотворения печатались в журналах «Смена», «Юность», «Новый мир», «Звезда Востока», «Новая Волга» и в периодике зарубежных стран: США, Канады и Израиля.
В 1999 году к двадцатилетию трагической гибели в авиакатастрофе футбольной команды «Пахтакор» по его сценарию был снят фильм «Их стадион в небесах», в котором звучит песня на слова Александра Файнберга о пахтакоровцах 1979 года.
В течение нескольких лет А. А. Файнберг руководил в Ташкенте семинаром молодых писателей Узбекистана. Сценарист фильма «Дом под жарким солнцем» (1977, «Узбекфильм»).
Умер 14 октября 2009 года в Ташкенте. Похоронен на Коммунистическом участке Боткинского кладбища в Ташкенте.
Изучению творчества А. А. Файнберга посвящена кандидатская диссертация Г. В. Малыхиной «Структура художественных образов и тематические доминанты в лирике А. А. Файнберга» (Национальный университет Узбекистана, 2007).

## Награды и звания
- Медаль Пушкина (3 декабря 2008 года, Россия) — за большой вклад в развитие культурных связей с Российской Федерацией, сохранение русского языка и русской культуры[2].
- Народный поэт Республики Узбекистан (23 августа 2004 года) — за весомый вклад в укрепление независимости Родины, повышение международного престижа страны, рост культуры и духовности нашего народа, за всенародное признание и уважение, завоёванные неповторимым талантом, многогранным творчеством, научной деятельностью, многолетним плодотворным трудом в области науки, образования, литературы, культуры, искусства, здравоохранения, спорта и других социальных сфер, за активное участие в общественной жизни[1].
- Заслуженный работник культуры Республики Узбекистан (25 августа 1999 года) — за многолетний плодотворный труд, достойный вклад в развитие науки, образования, литературы, искусства, культуры, здравоохранения, спорта и других сфер жизни, а также за активное участие в общественной работе[3].